# Liviu Nagy
Liviu Nagy (Oradea, 20 novembre 1929 – 1999) è stato un cestista rumeno.

## Carriera
Con la Romania ha disputato le Olimpiadi del 1952, segnando 15 punti in 2 partite.